# Xylopia pittieri
Xylopia pittieri är en kirimojaväxtart som beskrevs av Friedrich Ludwig Diels. Xylopia pittieri ingår i släktet Xylopia och familjen kirimojaväxter. Inga underarter finns listade i Catalogue of Life.